# Terra (exogeologia)
En astrogeologia, terra (plural terrae, abr. TA) és una paraula llatina que significa «sòl» o «terreny» que la Unió Astronòmica Internacional (UAI) utilitza per designar continents o vastes regions presents a la superfície dels planetes o altres cossos celestes.
A Mart, les formacions que s'anomenen terra són en realitat les àrees de l'hemisferi sud que es troben més amagades; la nomenclatura utilitzada reflecteix en gran part a la proposada originalment per l'astrònom italià Giovanni Schiaparelli, un dels primers observadors del planeta vermell.
El nom terra també s'ha assignat a continents o extenses extensions de terra presents a Venus, Plutó, Jàpet, Tità, i a (4) Vesta.

## Terrae de Venus
Les terrae de Venus porten el nom de les deesses de l'amor de diferents cultures del món.
| Terra           | Latitud | Longitud | Diàmetre (km) | Epònim                                  | Referències |
| --------------- | ------- | -------- | ------------- | --------------------------------------- | ----------- |
| Aphrodite Terra | 5,8 S   | 104,8 E  | 10000         | Afrodita, deessa grega de l'amor        | 317         |
| Ishtar Terra    | 70,4 N  | 27,5 E   | 5610          | Ixtar, deessa babilònica de l'amor      | 2733        |
| Lada Terra      | 62,5 S  | 20 E     | 8615          | Lada, deessa eslava i bàltica de l'amor | 3222        |

## Terrae de Mart
Les terrae de Mart porten el nom de característiques d'albedo.
| Terra              | Latitud | Longitud | Diàmetre (km) | Epònim | Referències |
| ------------------ | ------- | -------- | ------------- | --- | ----------- |
| Aonia Terra        | 60,2 S  | 262,95 E | 3873,48       | Nom clàssic de les característiques d'albedo                                                                    | 311         |
| Arabia Terra       | 21,25 N | 5,72 E   | 4851,74       | Nom clàssic de les característiques d'albedo                                                                    | 336         |
| Margaritifer Terra | 1,85 S  | 335,08 E | 2733,22       | Nom clàssic de les característiques d'albedo                                                                    | 3701        |
| Noachis Terra      | 50,41 S | 354,84 E | 5519,45       | Nom clàssic de les característiques d'albedo                                                                    | 4319        |
| Promethei Terra    | 64,37 S | 97 E     | 3244,3        | Nom clàssic de les característiques d'albedo                                                                    | 4835        |
| Tempe Terra        | 38,69 N | 289,39 E | 1954,94       | Nom clàssic de les característiques d'albedo                                                                    | 5916        |
| Terra Cimmeria     | 32,68 S | 147,75 E | 5855,87       | Nom clàssic de les característiques d'albedo                                                                    | 5930        |
| Terra Meridiani    | 7,12 S  | 4 E      | 1622          | Nomenclatura abolida quan es van definir els nous límits per a les característiques regionals al juliol de 2001 | 6912        |
| Terra Sabaea       | 2,72 N  | 51,3 E   | 4688,44       | Nom clàssic de les característiques d'albedo                                                                    | 5931        |
| Terra Sirenum      | 39,49 S | 205,85 E | 3635,18       | Nom clàssic de les característiques d'albedo                                                                    | 5932        |
| Tyrrhena Terra     | 11,9 S  | 88,84 E  | 2470,14       | Nom clàssic de les característiques d'albedo                                                                    | 6175        |
| Xanthe Terra       | 1,6 N   | 311,95 E | 1867,65       | Nom clàssic de les característiques d'albedo                                                                    | 6600        |

## Terrae de Plutó
Les terrae de Plutó porten el nom de sondes espacials.
| Terra          | Latitud | Longitud | Diàmetre (km) | Epònim                                 | Referències |
| -------------- | ------- | -------- | ------------- | -------------------------------------- | ----------- |
| Hayabusa Terra | 46,07 N | 229,88 E | 1115          | Sonda espacial Hayabusa                | 15677       |
| Voyager Terra  | 60,08 N | 153,52 E | 843           | Sondes espacials Voyager 1 i Voyager 2 | 15678       |

## Terrae de Jàpet
Les terrae de Jàpet porten el nom de personatges i llocs de l'obra La Cançó de Rotllan.
| Terra           | Latitud | Longitud | Diàmetre (km) | Epònim                                                                          | Referències |
| --------------- | ------- | -------- | ------------- | ------------------------------------------------------------------------------- | ----------- |
| Roncevaux Terra | 37 N    | 239,5 W  | 1284          | Roncesvalls, pas on Rotllan i les seves forces van ser emboscades pels sarraïns | 5181        |
| Saragossa Terra | 45 S    | 180 W    | 2300          | Saragossa, ciutat del rei Marsil, eventualment presa pels francesos             | 14499       |

## Terrae de Tità
Les terrae de Tità porten el nom de llocs encantats, celestials o paradisíacs de diferents cultures del món.
| Terra          | Latitud | Longitud | Diàmetre (km) | Epònim                                                                                | Referències |
| -------------- | ------- | -------- | ------------- | ------------------------------------------------------------------------------------- | ----------- |
| Garotman Terra | 13,5 S  | 348 W    | 970           | Garotman, paradís iranià on viuen les ànimes dels homes fidels                        | 14919       |
| Tollan Terra   | 6,4 N   | 322,7 W  | 800           | Tollan, paradís asteca on els cultius mai s'esvaeixen                                 | 14920       |
| Tsiipiya Terra | 2,83 N  | 340,12 W | 573,24        | Tsiipiya, nom Hopi per a Mount Taylor, com una muntanya sagrada                       | 15654       |
| Yalaing Terra  | 19,5 S  | 324 W    | 980           | Yalaing, esperit de la terra australià amb molta caça i aigua neta per a bones ànimes | 14921       |

## Terrae de (4) Vesta
Les terrae de (4) Vesta porten el nom de festivitats romanes o llocs associats a les vestals. L'única terra identificada ha sigut durant la missió de la sonda Dawn, l'única que ha aconseguit arribar fins a (4) Vesta.
| Terra          | Latitud | Longitud | Diàmetre (km) | Epònim                                        | Referències |
| -------------- | ------- | -------- | ------------- | --------------------------------------------- | ----------- |
| Vestalia Terra | 3,73 S  | 33,47 E  | 335,56        | Vestalia, festivitat romana en honor de Vesta | 14914       |